# Sobeknacht I.
Sobeknacht I. war ein altägyptischer, lokaler Fürst in Elkab, der in der Zweiten Zwischenzeit lebte. Er ist von verschiedenen Monumenten bekannt. Auf der Stèle juridique wird berichtet, dass er unter König Nebirirau I. in das Amt des Fürsten von Elkab eingesetzt wurde. Sobeknacht I. wird mehrmals im Grab seines Sohnes Sobeknacht II. genannt, wo auch seine Gemahlin Neferu in der Abstammungserläuterung (Filliation) von Sobeknacht II. erwähnt wird. Sein Grab konnte vor kurzer Zeit in Elkab identifiziert werden. Die Inschriften im Grab sind sehr zerstört und der Name des Grabinhabers ist nicht erhalten. Jedoch sind Reste der Titel eines lokalen Fürsten erkennbar, sowie der Name Neferu, der Gemahlin von Sobeknacht I.